# Il paradiso perduto (film 1947)
Il paradiso perduto è un cortometraggio del 1947 diretto da Luciano Emmer e Enrico Gras e basato sulla vita del pittore fiammingo Hieronymus Bosch.

## Riconoscimenti
- Berlin International Film Festival
  - 1948 - Placca di Bronzo: Miglior film Artistico/Scientifico (Luciano Emmer, Enrico Gras)